# Kim Hyang-min
Kim Hyang-min, född 4 februari 1942, är en nordkoreansk bågskytt. Hon deltog vid olympiska sommarspelen 1972.